# Turistická značená trasa 2720
 Turistická značená trasa č. 2720 měří 13,8 km; spojuje obec Diviaky (část města Turčianske Teplice) a Ústie Velkej Skalnej (Mošovce) s krátkou odbočkou na vrch Drienok v pohoří Velká Fatra na Slovensku. 

## Průběh trasy
Z obce Diviaky vede přes obec Rakša, následně stoupá pozvolna zalesněnou dolinou (v závěru prudce) do sedla Za Drienkom. Z něj vede krátká značená odbočka  2720V na vrchol Drienok. Hlavní trasa ze sedla pokračuje traverzem k rozcestí Malý Rakytov - úbočie, odkud sklesá do Rožkové doliny, kterou dojde k rozcestí Ústie Veľkej Skalnej v Žarnovické dolině.
| Km   | Místo                 | Navazující a křižující trasy         | Souřadnice                       | Nadm. výška  |
| ---- | --------------------- | ------------------------------------ | -------------------------------- | ------------ |
| 0    | Diviaky - vlak        |                                      | 48°52′34″ s. š., 18°51′4″ v. d.  | 487 m n. m.  |
| 2,9  | Rakša                 |                                      | 48°52′53″ s. š., 18°52′48″ v. d. | 502 m n. m.  |
| 6,3  | Mača                  | 8467                                 | 48°53′4″ s. š., 18°55′17″ v. d.  | 585 m n. m.  |
| 10,1 | Sedlo Za Drienkom     | 2720V                                | 48°53′7″ s. š., 18°58′1″ v. d.   | 1003 m n. m. |
| +0,8 | Drienok               | značená odbočka 2720V z hlavní trasy | 48°53′24″ s. š., 18°57′42″ v. d. | 1268 m n. m. |
| 10,8 | Malý Rakytov - úbočie | 8631                                 | 48°52′51″ s. š., 18°58′26″ v. d. | 1000 m n. m. |
| 13,8 | Ústie Veľkej Skalnej  | 8630                                 | 48°51′42″ s. š., 18°58′31″ v. d. | 787 m n. m.  |